# Merrin Meredith
Merrin Merdith är en fiktiv mörk trollkarl skapad av Angie Sage.

## Kuriosa
Merrin Meredith arbetade under en tid som betjänt hos Simon Heap och Lucy Gringe. Det trivdes han dock inte alls med, och han stal Simons svarta magibok och rymde därefter. Han skaffade arbete på Handskriftsarkivet och använde mörk magi för att lura ledaren för Handskriftsarkivet att anställa honom under pseudonymen Daniel Jägare. Han skapade senare en mörk domän och en mörk drake som han använde för att slåss mot folket i Borgen. Han besegrades dock av Septimus Heap och hölls i slutet av Mörkret i förvar av Marcia och Marcellus.

### Ringen-bak-och-fram
Merrin bar Ringen-bak-och-fram som han hade stulit från sin tidigare mästares DomDaniels ruttna lik. Han blev dock av med den när Marcellus skar av hans tumme och tog ringen för att förstöra den.